# Antigua Sajonia
La Antigua Sajonia o Vieja Sajonia era la tierra natal original del pueblo sajón localizada en la esquina noroeste de la actual Alemania y que correspondía aproximadamente con el moderno estado federal de Baja Sajonia, con Westfalia, con la Nordalbingia (la actual Holstein, la parte parte sur de Schleswig-Holstein) y con el oeste del estado de  Sajonia-Anhalt.

## Origen e historia
Tácito en su obra del siglo I De Origine et situ Germanorum enumera varias tribus de pueblos germánicos que habitarían en el litoral norte y las tierras interiores más tarde llamadas Antigua Sajonia, a saber:

Siguen en orden los reudignianos, y aviones, y anglos, y varnos, y eudoses, y suardones y nuitones, todos defendidos por ríos o bosques. En ninguna de estas naciones ocurre nada extraordinario, solo que se unen universalmente en la adoración de Herthum (Nerthus), es decir, de la Madre Tierra.
There follow in order the Reudignians, and Aviones, and Angles, and Varinians, and Eudoses, and Suardones and Nuithones; all defended by rivers or forests. Nor in one of these nations does aught remarkable occur, only that they universally join in the worship of Herthum (Nerthus); that is to say, the Mother Earth.
Tacitus, Germania, 40, traducido en 1877 por Church y Brodribb.

Tácito creía que estos precursores tribales de los sajones eran los habitantes originales y antiguos de esas tierras. Las modernas evidencias lingüísticas y arqueológicas tienden a apoyar esa suposición.
La Geographia de Ptolomeo, escrita en el siglo II, se considera a veces que contiene la primera mención de los sajones. Algunas copias de este texto mencionan una tribu llamada Saxones que se localizaría en el área situada al norte del bajo río Elba, que se cree derivaría de la palabra Sax (seax, un cuchillo de piedra). Sin embargo, otras copias llaman a la misma tribu Axones,  y se cree probable que fuese un error ortográfico al transcribir la tribu que Tácito en su Germania llamó aviones. Estos primeros sajones tribales conocidos habitarían la Albingia Septentrional, una región que limitaba con la orilla norte de la desembocadura del río Elba en lo que hoy es el oeste de Holstein. A medida que la tierra comenzó a escasear, la población sajona empezó a trasladarse hacia el sur, donde absorbió a las poblaciones indígenas, como queruscos, chamavi y caucos, y a las porciones restantes de los longobardos (lombardos) y suevos. Este dominio más amplio se llama Antigua Sajonia. Los chauci, según Tácito, también vivían en el área general conocida más tarde como Antigua Sajonia y eran muy respetados entre las tribus germánicas. Él los describe como pacíficos, tranquilos y equilibrados. En algún punto, es posible que se hayan fusionado con, o quizás que fuesen sinónimos de, los sajones.
Los piratas sajones llevaban asaltando la costa oriental de la isla de Gran Bretaña desde los siglos III y IV (lo que provocó la construcción de defensas marítimas en el este de Gran Bretaña, en la llamada costa sajona). Se cree que tras el colapso de las defensas romanas en el Rin en 407, la presión ejercida por los movimientos de población en el este habría obligado a los sajones y a sus tribus vecinas, los anglos  y los jutos, a emigrar hacia el oeste por mar e invadir las fértiles tierras bajas de Gran Bretaña. La fecha tradicional para esta invasión es el año 449 y se conoce como Adventus Saxonum. Fue el inicio de una guerra de ocupación de 400 años que condujo a la creación de varios reinos sajones en Inglaterra, incluido el de los sajones del sur (Sussex), el de los sajones occidentales (Wessex) y los sajones orientales (Essex) junto con otros establecidos por los anglos  y los jutos, y que fueron los cimientos de la moderna nación inglesa.
Después de la caída del Imperio Romano de Occidente en el siglo V, los antiguos sajones que permanecieron en Germania se asociaron libremente con el merovingio reino de los francos, aunque prácticamente se mantuvieron independientes y conservaron su antigua religión pagana (ver: paganismo germánico). La religión pagana sajona parece haberse centrado en la adoración del  Irminsul o gran columna; un árbol divino que conectaba el Cielo y la Tierra y que se cree existía en un sitio cercano al moderno Obermarsberg. 

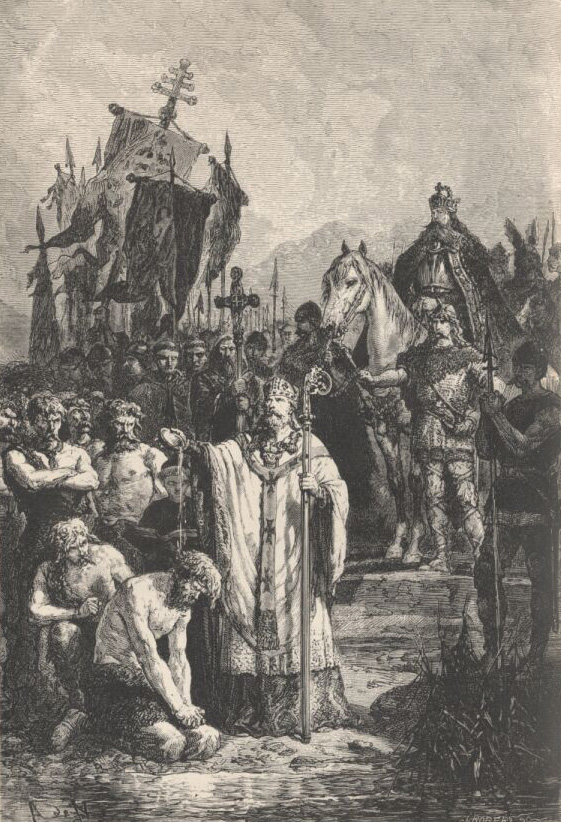
Conversión de los sajones, A. de Neuville, c.1869

En su mayor parte, las tierras sajonas eran una amplia llanura, salvo en el sur, donde se elevaban hacia las colinas y el bajo país montañoso de Harz y Hesse. Esta baja división era lo único que separaba al país de los sajones de sus antiguos enemigos y finalmente conquistadores, los francos. La falta de una definición física clara a lo largo de esta frontera, desde tiempos inmemoriales, había sido la causa del incesante conflicto tribal entre ellos. Los sajones se mencionan en 555, como habitantes del actual Norte de Alemania  cuando murió el rey franco Teodebaldo (ca. 535-555), momento que aprovecharon para la guerra. Los sajones fueron derrotados por Clotario I, el sucesor de Teodebaldo. Algunos de sus sucesores francos lucharon contra los sajones, mientras que otros se aliaron con ellos. También el rey Clotario II obtuvo una victoria decisiva contra los sajones.
En 690, dos sacerdotes llamados Ewald el Negro y Ewald el Justo partieron de Northumbria para convertir a los antiguos sajones al cristianismo. Se registra que, en esa época, la antigua Sajonia estaba dividida en las antiguas diócesis de Münster, Osnabrück y Paderborn. Sin embargo, en el año 695, los sajones paganos ya se habían vuelto extremadamente hostiles hacia los sacerdotes y misioneros cristianos que residían entre ellos, sospechando que su objetivo era convertir a su señor y destruir sus templos y religión. Ewald el Justo fue rápidamente asesinado, pero a Ewald el Negro lo sometieron a tortura, y luego fue descuartizado. Ambos cuerpos fueron después arrojados al Rin. Se sabe que esto ocurrió el 3 de octubre de 695 en un lugar llamado Aplerbeck, cerca de Dortmund, donde todavía se conserva una capilla. Los dos Ewalds ahora son conmemorados en Westfalia como santos.
Su reticencia a aceptar la nueva religión cristiana y la propensión a montar incursiones destructivas entre sus vecinos los llevaría finalmente a entrar en conflicto directo con el mismo Carlomagno, el poderoso rey de los francos y más tarde emperador. Después de varias campañas sangrientas y altamente destructivas que duraron casi treinta años, entre 772 y 804, los antiguos sajones dirigidos por Viduquindo fueron finalmente sometidos por Carlomagno y obligados a convertirse al cristianismo.
Los primitivos lazos de parentesco y de clan eran particularmente fuertes entre los sajones, y a pesar de sus muchas divisiones, constituyeron una nación inusualmente homogénea que vivió hasta el siglo VIII como habían vivido los primeros germanos descritos por Tácito en Germania. La larga guerra con los francos redujo su distintiva identidad cultura en gran medida, pero no la borró por completo.
Adán de Bremen, escribiendo en el siglo XI, comparó la forma de la Antigua Sajonia con un triángulo, y estimó que de un ángulo a otro la distancia era de ocho días de viaje. En área, la Antigua Sajonia era el más grande de los ducados tribales germanos. Incluía todo el territorio entre los ríos Bajo Elba y Saale, casi hasta el Rin. Entre las bocas del Elba y del Weser limitaba con el mar del Norte. Las únicas partes del territorio que se extendían remontando el Elba eran los condados de Holstein y Ditmarsch. Las tierras tribales se dividían aproximadamente en cuatro grupos emparentados: los angrivarios, a lo largo de la orilla derecha del Weser; los westfalianos, a lo largo del Ems y del Lippe; los ostfalianos, en la orilla izquierda del Weser; y los nordalbingios, en la moderna región de Holstein. Pero ni siquiera con estos cuatro grupos tribales acababa la división tribal, ya que la nación sajona era realmente una colección de clanes de parentesco. Como ejemplo, solo el grupo de los nordalbianos estaba dividido en varios grupos menores: Holsteiners, Sturmarii, Bardi, y los hombres de  Ditmarsch.
La Antigua Sajonia fue el lugar desde donde se organizaron y partieron la mayoría de las incursiones y posteriores colonizaciones de Gran Bretaña. La región fue llamada Antigua Sajonia por los descendientes posteriores de esos inmigrantes anglosajones a Gran Bretaña, y sus nuevas colonias en Wessex y en otros lugares fueron llamados la Nueva Sajonia o Seaxna. En Germania, las tierras sajonas eran conocidas simplemente como Sajonia (en alemán moderno:Sachsen), aunque más tarde llegaron a llamarse Baja Sajonia, para diferenciar esos territorios tribales originales sajones de lo que luego se convirtió en el Reino de Sajonia o Alta Sajonia, unos territorios lejanos situados al sureste de la patria sajona original. El escritor anglosajón Bede afirmó en su obra Historia ecclesiastica gentis Anglorum (731) que la Antigua Sajonia era el área entre el Elba, el Weser y el Eider en el norte y noroeste de la Germania moderna y que era un territorio más allá de las fronteras del Imperio Romano.
Se ha afirmado que los antiguos sajones estaban formados por una aristocracia de nobles, una clase de guerreros libres de distinción y renombre, liderando hombres libres unidos y controlados por la antigua costumbre de parentesco y clan.

Las diferencias sociales fueron celosamente guardadas por prescripción social. La pena de muerte fue impuesta a cualquier hombre que se casase por encima de su rango, el matrimonio de un hombre por debajo de su estación fue condenado severamente, no se toleraba la bastardía, el matrimonio entre sajones y otros alemanes estaba mal visto y odiaron a los extraños. Tan tenazmente los sajones se aferraron a su antigua ley consuetudinaria que claras huellas de estas supervivencias sociales persistieron en Sajonia hasta la Edad Media
Social differences were jealously guarded by social prescription. The death penalty was imposed on any man who married above his rank; the marriage of a man below his station was severely condemned; bastardy was not tolerated; intermarriage between Saxons and other Germans was frowned upon; and strangers were hated. So tenaciously did the Saxons cling to their ancient customary law that clear traces of these social survivals persisted in Saxony down through the Middle Ages.
Feudal Germany (1928), James Westfall-Thompson